# Mikania biformis
Mikania biformis é uma espécie de planta do gênero Mikania e da família Asteraceae. 

## Taxonomia
Os seguintes sinônimos já foram catalogados:  
- Mikania diversifolia  DC.
- Mikania obsoleta  (Vell.) G.M.Barroso

## Forma de vida
É uma espécie terrícola e trepadeira. 

## Descrição
| Caule                       | Caule                                   |
| --------------------------- | --------------------------------------- |
| ramo                        | volúvel/glabro/estriado                 |
| medula                      | sólida                                  |
| Folha                       |                                         |
| filotaxia                   | oposta                                  |
| estípula interpeciolar      | ausente                                 |
| lâmina                      | elíptica/ovada                          |
| margem                      | inteira/revoluta                        |
| base                        | hastada ou sagitada                     |
| ápice                       | curtamente acuminado                    |
| face adaxial                | glabra                                  |
| face abaxial                | pilosa                                  |
| venação                     | peninérvea broquidódroma                |
| textura                     | membranácea/subcoriácea                 |
| Inflorescência              |                                         |
| padrão das sinflorescências | paniculada laxa                         |
| capítulo                    | pedicelado                              |
| bráctea sub involucral      | no ápice do pedicelo                    |
| bráctea-involucral          | oblonga/glabra/ápice agudo/ápice obtuso |
| Flor                        |                                         |
| limbo com lacínia           | campanulado                             |
| lacínia                     | triangular/glabra                       |
| Fruto                       |                                         |
| cipsela                     | glabra/esparso pilosa                   |

## Conservação
A espécie faz parte da Lista Vermelha das espécies ameaçadas do estado do Espírito Santo, no sudeste do Brasil. A lista foi publicada em 13 de junho de 2005 por intermédio do decreto estadual nº 1.499-R. 

## Distribuição
A espécie é encontrada nos estados brasileiros de Bahia, Ceará, Espírito Santo, Rio de Janeiro e São Paulo. 
Em termos ecológicos, é encontrada no domínio fitogeográfico de Mata Atlântica, em regiões com vegetação de floresta ombrófila pluvial.